# Невеста декабря (фильм)
«Неве́ста декабря́» (англ. December Bride) — кинофильм. Экранизация произведения, автор которого — Сэм Ханна Белл.

## Сюжет
Действие картины происходит в начале XX века, в Ирландии, Ольстере, в независимой фермерской общине. Консервативное маленькое сообщество потрясло известие о том, что молодая служанка, любовниками которой были два брата, беременна и отказывается называть имя отца ребёнка.

## В ролях
- Донал Макканн — Гамильтон Эчлин
- Саския Ривз — Сара Гилмартин
- Бренда Брюс — Марта Гилмартин
- Киран Хайндс — Фрэнк Эчлин
- Питер Капальди — Сорлисон в молодости